# تشارلز أ. ستيفنز
تشارلز أ. ستيفنز هو سياسي أمريكي، ولد في 9 أغسطس 1816 في North Andover, Massachusetts ‏ في الولايات المتحدة، وتوفي في 7 أبريل 1892 في نيويورك في الولايات المتحدة. نشط حزبياً في الحزب الجمهوري. وقد انتخب عضو مجلس نواب ماساتشوستس ‏ وانتخب عضو مجلس النواب الأمريكي ‏.